# Hạng Thanh
Hạng Thanh là tướng lĩnh nhà Tây Sở trong lịch sử Trung Quốc.

## Cuộc đời và sự nghiệp
Năm 205 TCN, Cửu Giang vương Anh Bố ở Hoài Nam bỏ Sở theo Hán vương Lưu Bang. Hạng Thanh theo Long Thư tiến đánh Anh Bố. Sau mấy tháng giao chiến, họ đại phá Anh Bố, giết hết gia quyến của ông ta. Anh Bố bỏ chạy sang Thành Cao với Lưu Bang.
Năm 203 TCN, Hàn Tín tiến đánh Tề vương Điền Quảng, ông lại theo Long Thư đưa 20 vạn quân đi cứu Tề. Vì Long Thư khinh địch nên quân Sở thảm bại ở Tuy Thủy.
Về sau Hạng Thanh trấn thủ Hạ Bi, tướng Hán là Bành Việt vượt Tuy Thủy tấn công ông và Tiết Công, thua trận bị bắt. Không còn ghi chép nào về Hạng Thanh nữa.